# MTV Video Music Awards Japan 2013
Die MTV Video Music Awards Japan 2013 wurden am 22. Juni 2013 in der Makuhari Messe in Chiba vergeben, Moderatoren waren Atsuko Maeda und Nobuaki Kaneko von Rize.

## Gewinner und Nominierte
Die Nominierungen wurden im April 2013 verkündet.

### Video of the Year
Exile Tribe – 24karats Tribe of Gold
- Namie Amuro – In The Spotlight (Tokyo)
- Bruno Mars – Locked Out of Heaven
- Mr. Children – Marshmallow Day
- Muse – Follow Me (Tekken Version)

### Album of the Year
2PM – Legend of 2PM
- Carly Rae Jepsen – Kiss
- Linkin Park – Living Things
- Kana Nishino – Love Place
- One Direction – Take Me Home

### Best Male Video
Exile Atsushi – Melrose ~Aisanai Yakusoku~
- Bruno Mars – Locked Out of Heaven
- Gotye featuring Kimbra – Somebody That I Used to Know
- Justin Bieber featuring Nicki Minaj – Beauty and a Beat
- Daichi Miura – Two Hearts

### Best Female Video
Kana Nishino – Always
- Alicia Keys featuring Nicki Minaj – Girl on Fire
- Juju – Arigatō
- Rihanna – Diamonds
- Taylor Swift – We Are Never Ever Getting Back Together

### Best Group Video
Sandaime J Soul Brothers from Exile Tribe – Hanabi
- Fun featuring Janelle Monáe – We Are Young
- Maroon 5 featuring Wiz Khalifa – Payphone
- One Direction – What Makes You Beautiful
- Tohoshinki – Catch Me -If you wanna-

### Best New Artist
Carly Rae Jepsen – Call Me Maybe
- Fun featuring Janelle Monáe – We Are Young
- Generations – Brave It Out
- One Direction – What Makes You Beautiful
- Salu featuring H.Tefron – The Girl on a Board

### Best Rock Video
One Ok Rock – The Beginning
- Fun featuring Janelle Monáe – We Are Young
- Man with a Mission – Distance
- Muse – Follow Me
- Sakanaction – Yoru no Odoriko

### Best Pop Video
Kyary Pamyu Pamyu – Fashion Monster
- Greeeen – Orange
- Justin Bieber featuring Nicki Minaj – Beauty and a Beat
- Negoto – Nameless
- Taylor Swift – We Are Never Ever Getting Back Together

### Best R&B Video
Miliyah Kato featuring Wakadanna – Lovers Part II
- Alicia Keys featuring Nicki Minaj – Girl on Fire
- Namie Amuro – In The Spotlight (Tokyo)
- Frank Ocean – Pyramids
- Rihanna – Diamonds

### Best Hip-Hop Video
ASAP Rocky featuring Drake, 2 Chainz and Kendrick Lamar – Fuckin’ Problems
- Aklo – Red Pill
- AK-69 – Start It Again
- Kendrick Lamar – Swimming Pools (Drank)
- Cypress Ueno & Roberto Yoshino featuring Ozrosaurus – Yokohama Shika

### Best Reggae Video
lecca – Clown Love
- Han-Kun – Road to Zion
- Pushim – Yuuhi
- Sean Kingston featuring T.I. – Back 2 Life (Live It Up)
- Sean Paul featuring lecca – Dream Girl

### Best Dance Video
Big Bang – Fantastic Baby -Ver.Final-
- Group inou – 9
- Megumi Nakajima – Transfer
- Skrillex – Bangarang
- Zedd featuring Matthew Koma – Spectrum

### Best Video from a Film
- One Ok Rock – The Beginning (aus Rurouni Kenshin)
- Florence and the Machine – Breath of Life (aus Snow White and the Huntsman)
- Mr. Children – Inori ~Namida no Kidou~ (aus Bokura ga Ita)
- Pitbull – Back in Time (aus Men in Black 3)

### Best Collaboration
Miyavi vs Yuksek – Day 1
- Back Drop Bomb featuring Aklo – The Beginning and The End
- Calvin Harris featuring Florence Welch – Sweet Nothing
- Maroon 5 featuring Wiz Khalifa – Payphone
- Keiichiro Shibuya + Hiroki Azuma featuring Hatsune Miku – Initiation

### Best Choreography
Momoiro Clover Z – Saraba, Itoshiki Kanashimitachi yo
- Chris Brown – Turn Up the Music (Choreografie von Anwar Flii Burton)
- Pink – Try (Choreografie von Golden Boyz)
- Willy Moon – Yeah Yeah (Choreografie von Olivier Casamayou and Carine Charaire)
- World Order – Permanent Revolution (Choreografie von Ryo Noguch)

### Best Karaokee! Song
Kyary Pamyu Pamyu – Fashion Monster
- Bruno Mars – Locked Out of Heaven
- Kana Nishino – Always
- Taylor Swift – We Are Never Ever Getting Back Together
- Sandaime J Soul Brothers from Exile Tribe – Fireworks

### Legend Award
TLC

## Auftritte
Highlight der Show war ein Auftritt der wiedervereinigten Band TLC, die mit dem Legend-Award geehrt wurde.
- Momoiro Clover Z – Overdue / Saraba, Itoshiki Kanashimitachi yo
- Kana Nishino – Believe / Always
- Imagine Dragons – It's Time
- Miliyah Kato x Shota Shimizu – Love Story
- Beni – Run Away
- Miho Fukuhara – Rising Heart
- Shōnan no Kaze – Games Shonan Play
- Vamps – Ahead / Replay
- Exile Tribe with Sandaime J Soul Brothers III – 24karats Tribe of Gold*
- TLC – TLC Greatest Hits Medley
- Nicole Jung (KARA) – Lost
- Carly Rae Jepsen – Tonight I'm Getting Over You / Call Me Maybe
- Kyary Pamyu Pamyu – Invader Invader / Ninjya Re Bang Bang

## Präsentatoren
- Kiko Mizuhara – präsentierte Best R&B Video
- Louis Kurihara and Negoto – präsentierte Best New Artist
- Dream – präsentierte Best Pop Video
- DJ Kaori and Zeebra – präsentierte Legend Award
- Tomomi Kahala – präsentierte Album of the Year
- Joy and Kerakera – präsentierte Best Karaokee! Song
- AK-69 and Amiaya – präsentierte Best Female Video
- Ayame Goriki – präsentierte Video of the Year